# Noel Irwin
Noel Mackintosh Stuart Irwin, CB, DSO&Bars, MC (* 24. Dezember 1892 in Motihari, Britisch-Indien; † 21. Dezember 1972 in Holford, Bridgwater, Somerset, England) war ein britischer Offizier, der während des Zweiten Weltkrieges auf dem Kriegsschauplatz China-Burma-Indien insbesondere während der Burma-Kampagne (1942 bis 1943) Befehlshaber im Arakan-Feldzug (1942 bis 1943) war. Zuletzt war er als Generalleutnant von 1946 bis 1948 Oberkommandierender des Heereskommandos Westafrika (Commander-in-Chief, West Africa Command).

## Leben

### Offiziersausbildung und Erster Weltkrieg

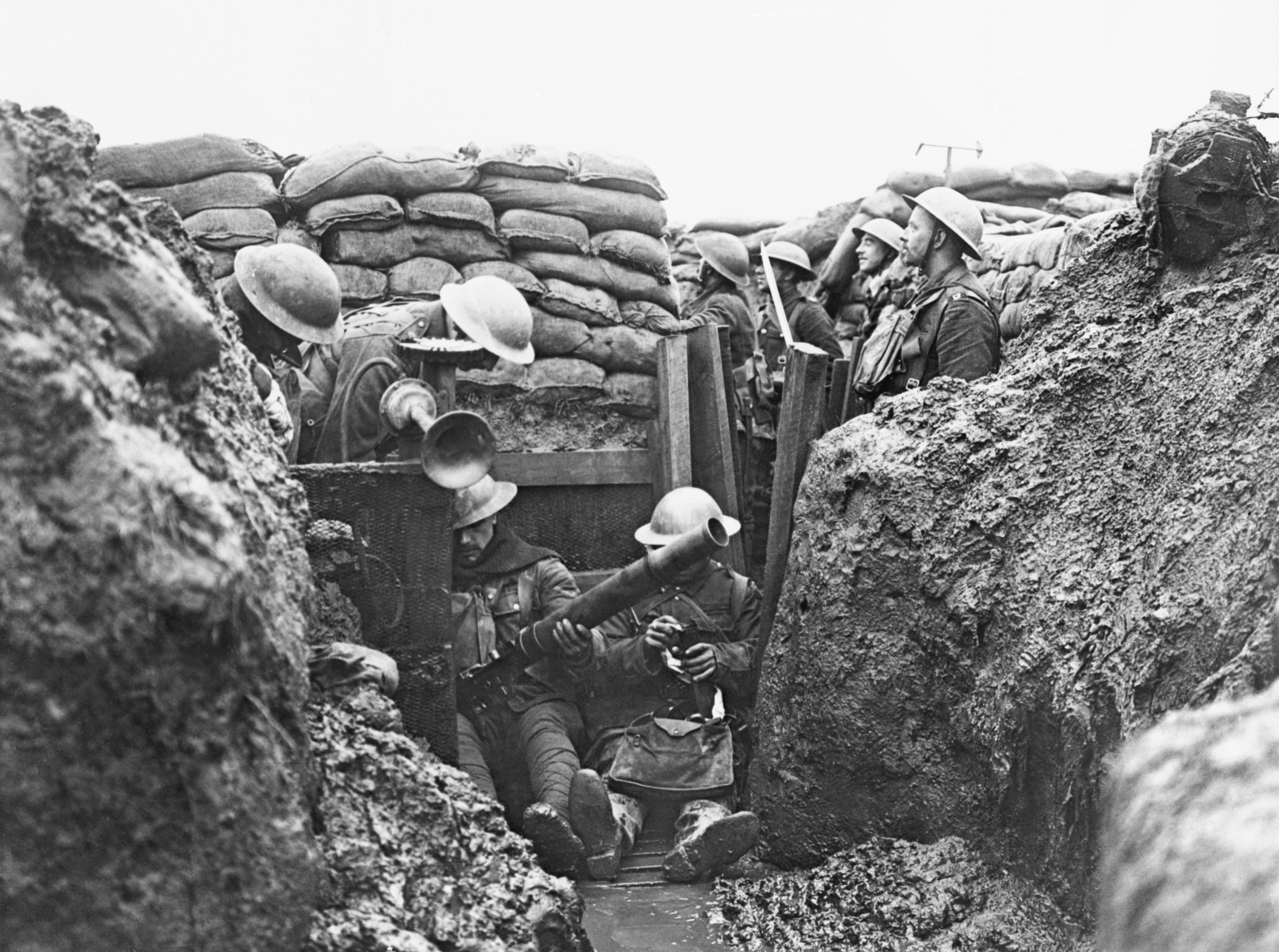
Während des Ersten Weltkrieges kam Noel Irwin als junger Offizier an der Westfront zum Einsatz.

Noel Mackintosh Stuart Irwin, ältester Sohn von William Stuart Irwin, begann nach dem Besuch des renommierten Marlborough College eine Offiziersausbildung am Royal Military College Sandhurst (RMCS) und wurde nach dem Abschluss am 4. August 1912 als Leutnant (Second Lieutenant) in das Linieninfanterieregiment The Essex Regiment übernommen. Er nahm als Angehöriger des 2. Bataillons seines Regiments vom 22. August 1914 bis zum 9. März 1917 am Ersten Weltkrieg teil und kam an der Westfront zum Einsatz. Er wurde in dieser Zeit am 24. September 1914 zum Oberleutnant (Lieutenant) sowie am 7. November 1915 zum Hauptmann (Captain) befördert, nachdem er zuvor zwischen dem 9. Mai und dem 6. November 1915 bereits Hauptmann auf Zeit (Temporary Captain) war. Zuletzt war er zwischen dem 22. September 1916 und dem 9. März 1917 Adjutant des 2. Bataillons des Essex Regiment. Für seine Verdienste in der zweiten Flandernschlacht am 2. Mai 1915 wurde er am 3. Juli 1915 mit dem Military Cross (MC) ausgezeichnet und am 1. Januar 1916 erstmals im Kriegsbericht erwähnt (Mentioned in dispatches).
Im weiteren Kriegsverlauf wurde er am 10. März 1917 kommissarischer Major (Acting Major) und wechselte als kommissarischer Oberstleutnant (Acting Lieutenant-Colonel) am 23. August 1917 zu dem ebenfalls in Frankreich eingesetzten Linieninfanterieregiment Royal Lincolnshire Regiment und war vom 23. August 1917 bis zum 19. Februar 1918 Kommandeur (Commanding Officer) des 2. Bataillons sowie im Anschluss als Oberstleutnant auf Zeit (Temporary Lieutenant-Colonel) zwischen dem 6. April und dem 30. Juni 1918 Kommandeur des 8. Bataillons des Linieninfanterieregiments Royal Leicestershire Regiment, ehe er zwischen dem 1. Juli 1918 und dem 30. April 1919 wiederum Kommandeur des 1. Bataillons des Royal Lincolnshire Regiment war. Für seine Verdienste in dieser Zeit wurde er am 1. Januar 1918 zum Companion des Distinguished Service Order (DSO) und erhielt zu am 24. September 1918 sowie 1919 eine Spange (Bar). Darüber hinaus wurde er am 22. Mai 1917, am 21. Dezember 1917 sowie am 28. Dezember 1918 abermals im Kriegsbericht erwähnt. Ferner wurde er mit der British War Medal, der Victory Medal sowie dem französischen Croix de guerre ausgezeichnet.

### Zwischenkriegszeit

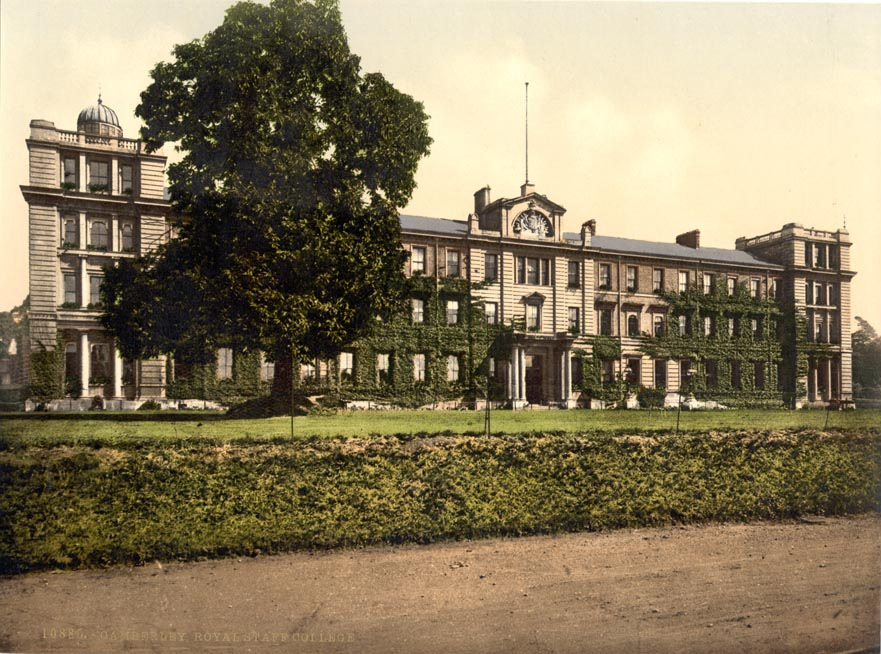
Irwin war mit zahlreichen späteren Generalen zwischen 1924 und 1925 Absolvent des Staff College Camberley.

Nach Kriegsende blieb Noel Irwin zunächst in Frankreich und war zwischen dem 1. Mai und dem 10. Dezember 1919 Kommandeur des Militärdistrikts Abbeville und erhielt dort am 3. Juni 1919 den Brevet-Rang eines Majors. Anfang 1920 kehrte er nach Großbritannien zurück und war zwischen dem 28. Januar 1920 und 29. Januar 1924 Kompaniechef der Ausbildungskompanie (Officer, Company of Gentleman Cadets) am Royal Military College Sandhurst. Daraufhin absolvierte er von 1924 bis 1925 das Staff College Camberley, wo spätere Generale wie Alfred Reade Godwin-Austen, Gwilym Ivor Thomas, Douglas Graham, Noel Beresford-Peirse, Humfrey Gale, Archibald Nye, Willoughby Norrie, Daril Watson, Vyvyan Pope, Thomas Riddell-Webster und Otto Marling Lund zu seinen Lehrgangskameraden gehörten. Am 10. März 1926 wurde er Brigademajor der Britischen Rheinarmee BAOR (British Army of the Rhine) und bekleidete diesen Posten bis zum 9. März 1928, wobei er am 13. Juli 1927 zum Major befördert wurde. Am 13. Juli 1927 wurde er dort zum Grenzregiment (Border Regiment) versetzt.
Irwin wurde am 1. April 1931 nach Britisch-Indien versetzt und war bis zum 1. April 1933 Generalstabsoffizier Zweiten Grades (General Staff Officer 2) des Nord-Kommandos der Britisch-Indischen Armee. In dieser Verwendung wurde ihm am 1. Juli 1931 der Brevet-Rang eines Oberstleutnants (Brevet Lieutenant-Colonel) verliehen. Nach seiner Rückkehr fungierte er zwischen dem 30. November 1933 und dem 18. November 1935 als Chefausbilder (Chief Instructor) am Royal Military College Sandhurst und war im Anschluss von Juni 1936 bis Januar 1937 Absolvent des Imperial Defence College (IDC) in London. Nach seiner Beförderung zum Oberst (Colonel) am 2. März 1937, die auf den 1. Juli 1934 zurückdatiert wurde, war er bis zum 10. März 1939 Generalstabsoffizier Ersten Grades bei den britischen Truppen in China.

### Zweiter Weltkrieg und Nachkriegszeit

Irwin war Kommandeur der 2. Infanteriedivision während der Operation Dynamo, der Evakuierungsaktion britischer und französischer Einheiten vom 26. Mai bis zum 4. Juni 1940 nach der Schlacht um Dünkirchen.

Am 15. März 1939 wurde Irwin zum Brigadegeneral auf Zeit (Temporary Brigadier) ernannt und fungierte anschließend bis zum 20. Mai 1940 als Kommandeur (Commanding Officer) der 6. Infanteriebrigade (6th Infantry Brigade), die nach Beginn des Zweiten Weltkrieges im Frankreichfeldzug eingesetzt wurde. Im Anschluss wurde er am 20. Mai 1940 kommissarischer Generalmajor (Acting Major-General) und war als Nachfolger von Generalmajor Charles Loyd bis zu seiner Ablösung durch Generalmajor Daril Watson am 12. August 1940 Kommandeur (General Officer Commanding) der 2. Infanteriedivision (2nd Infantry Division), mit der er in Frankreich an der Operation Dynamo, der Evakuierungsaktion britischer und französischer Einheiten vom 26. Mai bis zum 4. Juni 1940 nach der Schlacht um Dünkirchen. Für seinen dortigen Einsatz wurde er am 11. Juli 1940 Companion des Order of the Bath (CB). Im Anschluss war er zwischen dem 13. August und dem 27. Oktober 1940 Kommandeur eines Heeresteils in Westafrika, mit dem er am Gefecht von Dakar (23. bis 25. September 1940) teilnahm, und danach als Nachfolger von Generalmajor Aubrey Williams vom 28. Oktober 1940 bis zu seiner Ablösung durch Generalmajor Arthur Dowler am 7. November 1941 in Großbritannien Kommandeur der 38. (Walisischen) Infanteriedivision (38th (Welsh) Infantry Division). In dieser Verwendung erfolgte am 30. März 1941 seine Beförderung zum Generalmajor (Major-General), wobei diese Beförderung auf den 22. November 1940 zurückdatiert wurde. Er war ferner als Nachfolger von Generalleutnant Hugh Massy vom 7. November 1941 bis zu seiner Ablösung durch Generalleutnant John Crocker am 15. März 1942 Kommandierender General des XI. Heereskorps (XI Corps), das im Bereich East Anglia eingesetzt war.

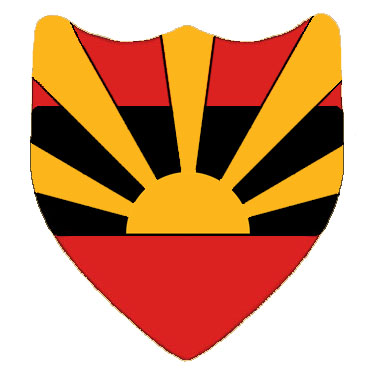
Das Abzeichen der Eastern Army, deren Kommandeur Generalleutnant Irwin insbesondere während der Burma-Kampagne (1942 bis 1943) im Arakan-Feldzug (1942 bis 1943) war.

Nachdem Noel Irwin am 1. April 1942 zum kommissarischen Generalleutnant (Acting Lieutenant-General) ernannt worden war, wurde er nach Burma versetzt und war als Nachfolger von Generalleutnant Thomas Corbett zwischen dem 1. April und seiner Ablösung durch Geoffry Scoones am 29. Juli 1942 Kommandierender General des IV. Korps der Indischen Armee (IV Indian Corps). Anschließend war er als Nachfolger von Generalleutnant Sir Charles Broad vom 29. Juli 1942 bis zu seiner Ablösung durch Generalleutnant George Giffard am 21. Mai 1943 Kommandeur der Ost-Armee der Indischen Armee (General Officer Commanding Eastern Army) und erhielt in dieser Position am 23. November 1942 seine Ernennung zum Generalleutnant auf Zeit (Temporary Lieutenant-General). Zugleich fungierte er vom 29. März bis zum 3. April 1943 auch als Kommandeur der 14. Division der Indischen Armee (14th Indian Division). In dieser Zeit war er auf dem Kriegsschauplatz China-Burma-Indien insbesondere während der Burma-Kampagne (1942 bis 1943) Befehlshaber im Arakan-Feldzug (1942 bis 1943).
Nach seiner Rückkehr nach Großbritannien wurde Irwin am 26. August 1943 in seinen Rang als Generalmajor zurückversetzt und war in den letzten Kriegsmonaten von 1944 bis 1945 Kommandeur des Militärdistrikts Ost-Schottland (District Officer Commanding East Scotland District). Am 12. Mai 1945 wurde er kurzzeitig wieder zum Generalleutnant auf Zeit ernannt, am 15. Juni 1945 aber erneut in seinen Rang als Generalmajor zurückversetzt. Zuletzt wurde er im Februar 1946 als Nachfolger von Generalleutnant Montagu Brocas Burrows Oberkommandierender in Westafrika (Commander in Chief West Africa) und hatte diese Position bis zu seiner Ablösung durch Generalleutnant Sir Cameron Nicholson im Juli 1948 inne. In dieser Verwendung erhielt er am 13. Juni 1947 seine Beförderung zum Generalleutnant (Lieutenant-General), wobei diese Datierung auf den 30. Juni 1944 zurückdatiert wurde. Am 20. Dezember 1948 trat er nach 37 Dienstjahren in den Ruhestand. Er war zwei Mal verheiratet. Aus seiner ersten 1918 geschlossenen Ehe mit Margaret Maud Bavin, die 1963 verstarb, ging ein Sohn hervor. 1966 heiratete er in zweiter Ehe Elizabeth Collier, geborene Fröhlich.

## Hintergrundliteratur
- Hubert C. Fox (Herausgeber): Infantry officer, 1914–1918. The record of service as a young officer in the First World War of Lieutenant-General N. M. S. Irwin, Southampton, Pearson & Lloyd, 1995